# Volley Bergamo 1993-1994
Questa voce raccoglie le informazioni riguardanti il Volley Bergamo nelle competizioni ufficiali della stagione 1993-1994.

## Organigramma societario
Area direttiva
- Presidente: Luciano Bonetti

Area tecnica
- Allenatore: Francesco Sbalcherio
- Allenatore in seconda: Stefano Micoli

Area sanitaria
- Fisioterapista: Giuseppe Ferrenti

## Rosa
| N° | Nome                | Ruolo | Data di nascita | Nazionalità sportiva |
| -- | ------------------- | ----- | --------------- | -------------------- |
| 1  | Guylaine Dumont     | S     | 1967            | Canada               |
| 2  | Antonella Bragaglia | C     | 1973            | Italia               |
| 3  | Roberta Girardelli  | C     | 1967            | Italia               |
| 4  | Francesca Scollo    | P     | 1971            | Italia               |
| 5  | Federica Pasquini   | P     | 1974            | Italia               |
| 6  | Monica Broussard    | S     | 1971            | Svizzera             |
| 7  | Federica Cimolai    | S     | 1976            | Italia               |
| 11 | Kamelia Arsenova    | S     | 1969            | Bulgaria             |
| 12 | Elisa Gatti         | S     | 1971            | Italia               |
| 13 | Debora Arese        | S     | 1970            | Italia               |
| 14 | Sara Arese          | S     | 1970            | Italia               |
| 15 | Ana Paula De Tassis | S     | 1965            | Italia               |